# Dedë Gjon Luli Dedvukaj

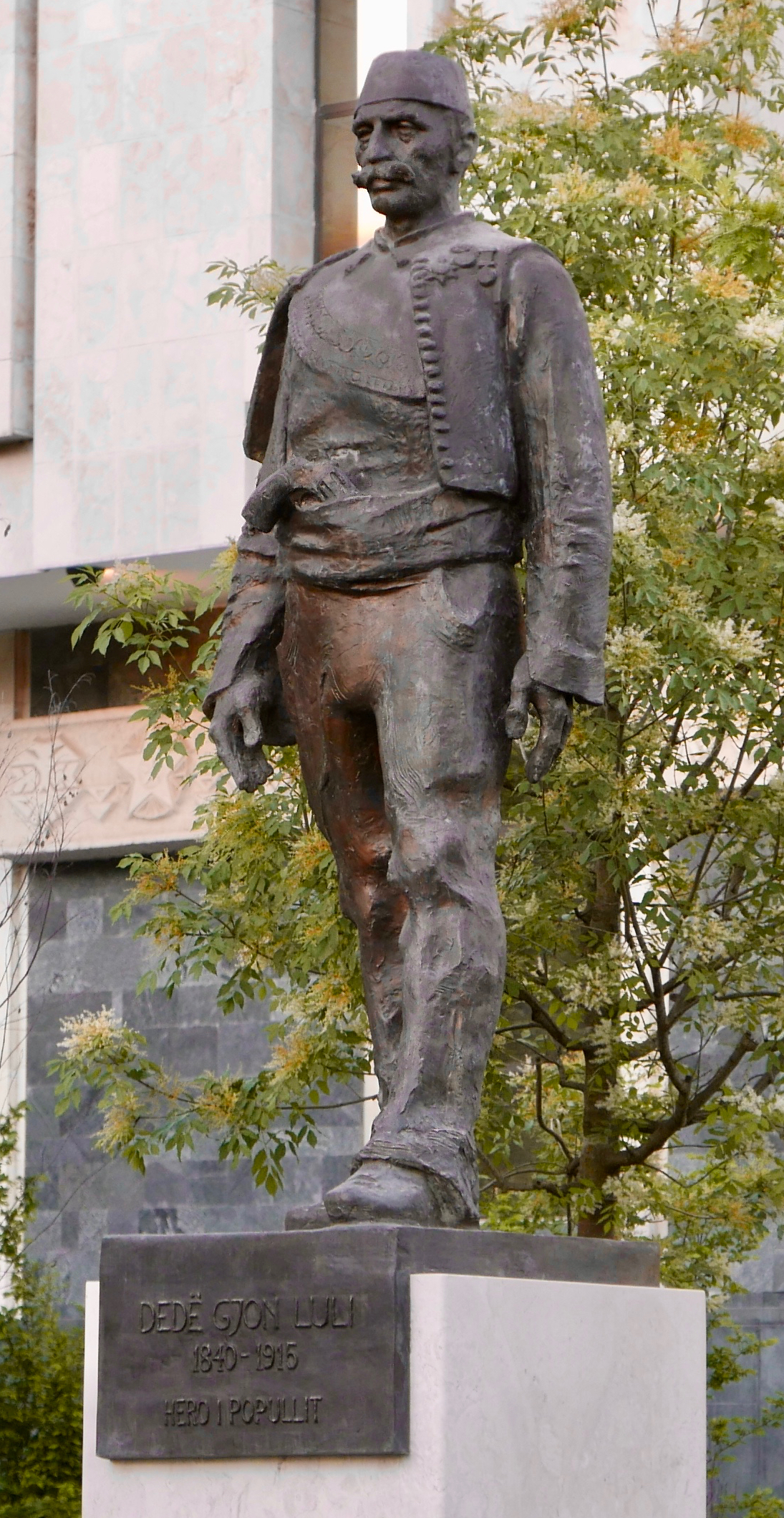
Statue von Dedë Gjon Luli Dedvukaj In Tirana, Albanien

Dedë Gjon Luli Dedvukaj (* 1840 in Traboin (heutiges Podgorica, Montenegro); † 24. September 1915 in Orosh (Albanien)), bekannt als Dedë Gjo’ Luli, war einer der führenden Befehlshaber des albanischen Aufstandes gegen die Osmanen von 1911.

## Leben

### Herkunft und frühere Jahre
Dedë Gjon Luli wurde in Traboin, im albanisch bewohnten Teil (Malësia) des Fürstbistums Montenegro, geboren. Er gehörte zum Stamm der Hoti und war römisch-katholisch.
Er nahm an der Liga von Prizren teil. Als im August 1878 der Berliner Kongress eine Grenz-Resolution zwischen dem osmanischen und dem montenegrinischen Reich anordnete, verteidigten die Albaner erfolgreich ihre Gebiete um Plavë-Guci, während andere Gebiete, wie z. B. Ulqin, an Montenegro gingen. Dedë Gjon Luli nahm am Widerstand von Plavë-Guci im Jahre 1879 bis 1880 teil.

### Aufstand
Dedë Gjon Luli nahm am Aufstand der Malësoren 1911 gegen die Osmanen teil. Dort wurde er Oberbefehlshaber der albanischen Streitkräfte. Dabei wurden die Albaner von König Nikola von Montenegro unterstützt. Der Hauptsitz der Aufständischen war Podgorica, wo ihnen König Nikola Zuflucht bot und schließlich auch Waffen gab.
Die Malësoren konnten 8000 Mann gegen die Osmanen zusammenstellen, welche König Nikola überall an den Grenzen verteilte, um osmanische Divisionen anzugreifen. Am 6. April 1911 kam es zu einer Schlacht unweit der Stadt Tuzi in einem Ort namens Deçiq. Dort besiegten die albanischen Aufständischen mit ca. 3000 Mann die ca. 30.000 Mann starke osmanische Division unter Führung von Shefqet Turgut Pasha. Infolgedessen wurde die albanische Flagge nach 442-jähriger osmanischer Herrschaft (seit dem Fall von Shkoder 1479) zum ersten Mal wieder gehisst.
Am 24. September 1915 starb Dedë Gjon Luli in Orosh in der Mirdita während eines Kampfes gegen montenegrinische Soldaten.